# Maugansville
Maugansville és una concentració de població designada pel cens dels Estats Units a l'estat de Maryland. Segons el cens del 2000 tenia 2.295 habitants.

## Demografia
Segons el cens del 2000, Maugansville tenia 2.295 habitants, 912 habitatges, i 667 famílies. La densitat de població era de 404,6 habitants per km².
Dels 912 habitatges en un 31,4% hi vivien nens de menys de 18 anys, en un 61,2% hi vivien parelles casades, en un 9,4% dones solteres, i en un 26,8% no eren unitats familiars. En el 24,1% dels habitatges hi vivien persones soles l'11,3% de les quals corresponia a persones de 65 anys o més que vivien soles. El nombre mitjà de persones vivint en cada habitatge era de 2,48 i el nombre mitjà de persones que vivien en cada família era de 2,93.
Per edats la població es repartia de la següent manera: un 23,9% tenia menys de 18 anys, un 7,6% entre 18 i 24, un 27,6% entre 25 i 44, un 24,5% de 45 a 60 i un 16,4% 65 anys o més.
L'edat mediana era de 39 anys. Per cada 100 dones de 18 o més anys hi havia 84,1 homes.
La renda mediana per habitatge era de 45.391 $ i la renda mediana per família de 51.875 $. Els homes tenien una renda mediana de 34.286 $ mentre que les dones 24.329 $. La renda per capita de la població era de 20.907 $. Entorn del 2,9% de les famílies i el 6,7% de la població estaven per davall del llindar de pobresa.

## Poblacions més properes
El següent diagrama mostra les poblacions més properes.